# Matheus Pereira (football, 1998)
Pour les articles homonymes, voir Matheus Pereira (homonymie).
Matheus Pereira, né le 25 février 1998 à São Paulo au Brésil, est un footballeur brésilien évoluant au poste de milieu offensif au SD Eibar.

## Biographie

### En club

#### Corinthians
Formé aux Corinthians, il y dispute son premier match en professionnel le 23 août 2015 face à Cruzeiro.

#### Empoli
Le 28 juillet 2016 il rejoint le club d'Empoli alors en deuxième division italienne contre la somme de 2 millions d'euro. Le club le recrute alors en partenariat avec la Juventus qui suivait le joueur mais ne pouvait le recruter par manque de place suffisantes pour les extra-communautaires.

#### Juventus
Le 28 août 2017 il s'engage à la Juventus de Turin pour un montant de 2 millions d'euro. Il rejoint alors officiellement la Juventus qui s'était arrangé avec Empoli pour qu'il rejoigne club piémontais au mercato d'été 2017.
Le 27 avril 2019 il joue son premier match avec la Juve contre l'Inter de Milan. Pereira entre ensuite au match suivant à 12 minutes de la fin d'un match nul face au Torino lors du derby de Turin. Il est titulaire pour la première fois avec le champion d'Italie en titre lors de la dernière journée de Série A face à la Sampdoria de Gênes.

##### Prêt à Bordeaux
Lors de la dernière journée du mercato d'été 2017, les Girondins de Bordeaux annoncent la venue de Matheus Pereira en prêt pour une année et sans option d'achat alors qu'il n'avait encore jamais joué pour la "Vielle Dame".
Son prêt sera finalement cassé au milieu de la saison.

##### Paraná
Le 9 février 2018 il est recruté en prêt jusqu'à la fin de la saison par le Paraná Clube. Le 22 avril 2018 il joue son premier match avec les brésiliens face aux Corinthians, son club formateur. Il entre ensuite à la mi-temps du match suivant face au Sport Clube do Recife.

##### DFCO
Le 29 août 2019, Dijon recrute Pereira en prêt avec option d'achat de la Juventus Turin. Il y portera le numéro 10 et sera alors le 4ème brésilien de l'histoire du club bourguignon. 
Il sera finalement rappelé de son prêt le 24 janvier 2020.

#### FC Barcelone B
Le 25 janvier 2020, il est prêté pour six mois avec une option d'achat au FC Barcelone qui l'intégre dans un premier temps à son équipe réserve.
Le 4 août 2020, le barça achète le joueur pour la somme de 8 millions. Il rejoindra d'abord l'équipe réserve comme lors de son prêt chez les catalans.

## Palmarès

### En club
- Corinthians
  - Champion du Brésil en 2015

- Juventus FC
  - Champion d'Italie en 2017 et 2019

### En sélection
- Équipe du Brésil des moins de 17 ans
  - Vainqueur du championnat sud-américain des moins de 17 ans en 2015